# Wests Tigers
I Wests Tigers sono una squadra australiana professionistica di rugby a 13 con sede nella zona ovest di Sydney. Nati come joint venture tra i Balmain Tigers e i Western Suburbs Magpies alla fine della stagione 1999, hanno iniziato a competere nella National Rugby League (NRL) a partire dalla stagione 2000.
Il club ha vinto il suo primo campionato NRL nel 2005 e il World Sevens nel 2004. Sono una delle due sole squadre (insieme ai Newcastle Knights) ad aver partecipato a una Grand Final della NRL senza mai subirne sconfitta.
Le partite casalinghe vengono giocate in diversi stadi, tra cui il Leichhardt Oval (storica casa dei Balmain), il Campbelltown Stadium (storica casa dei Western Suburbs) e l'ANZ Stadium, utilizzato come stadio principale dal 2014.

## Storia

### Background
In Australia, il rugby a 13 iniziò a diffondersi nel 1908 con la fondazione della New South Wales Rugby League (NSWRL). Questa lega era originariamente composta da nove squadre, tutte con sede a Sydney. Tra queste vi era il club di Balmain, nei sobborghi a ovest di Sydney. Il club del Balmain, che in seguito adottò la tigre come simbolo, fu una delle forze principali del campionato NSWRL, vincendo undici titoli su venti Grand Final disputate nel corso della sua storia. Tuttavia, il loro ultimo successo in campionato risale al 1969. Negli anni '90, l'aumento del numero di nuovi club e l'intensificarsi della competizione portarono a una maggiore pressione sui club esistenti, che dovevano mantenere un alto livello di performance per garantire la permanenza nel campionato d'élite australiano ed evitarne l'esclusione.
Analogamente ai Balmain Tigers, anche i Western Suburbs Magpies furono un club storico della NSWRL, vincendo quattro titoli di campionato su dodici Grand Final disputate. Tuttavia, negli anni '90, anche i Western Suburbs Magpies registrarono una deludente percentuale di vittorie, affrontando la stessa crescente pressione sui club fondatori per migliorare le prestazioni e garantirsi la permanenza nel campionato d'élite. Il panorama del rugby a 13 australiano subì una profonda trasformazione quando l'Australian Rugby League (ARL) emerse nel 1995 come principale competizione nazionale, sostituendo di fatto la NSWRL nel ruolo di massima lega professionistica, anche a seguito di un processo di espansione del gioco in Australia.
Questo periodo di trasformazione culminò nella cosiddetta "Guerra della Super League", un conflitto tra l'ARL e un campionato rivale promosso dai media, la Super League. La "guerra" esercitò un'enorme pressione finanziaria e competitiva sui club, che lottavano per la sopravvivenza. In questo scenario, sia i Western Suburbs Magpies che i Balmain Tigers si schierarono con l'ARL. La disputa portò a campionati separati nel 1997: otto squadre che avevano gareggiato nell'ARL nel 1995 passarono alla Super League. Nel 1998, l'ARL e la Super League raggiunsero un accordo per unificarsi, dando vita alla National Rugby League (NRL).
Come parte integrante dell'accordo di unificazione che istituì la NRL, fu decisa una drastica riduzione del numero di squadre partecipanti. Dalle 22 squadre che avevano giocato complessivamente nelle due leghe separate nel 1997, il nuovo campionato puntava a un numero minore di squadre (l'obiettivo a lungo termine era 14 squadre, ma l'accordo prevedeva una riduzione significativa). Considerando il numero di squadre nel 1997, e con l'aggiunta di una nuova squadra nel 1998, questo processo di consolidamento portò all'esclusione di numerose squadre dal campionato prima della stagione 2000.

### Fondazione
La NRL, nel contesto della sua creazione e consolidamento, offrì un'entrata garantita per la stagione 2000 e un fondo di supporto finanziario fino a A$ 6 milioni alle squadre che si fossero unite o fuse. Questa proposta incentivò numerose squadre in difficoltà a negoziare fusioni per garantire la propria sopravvivenza nel nuovo campionato. Il Balmain, ad esempio, intavolò trattative con i Parramatta Eels e i Gold Coast Chargers, mentre il Western Suburbs avviò discussioni con i Canterbury Bulldogs e i Penrith Panthers. Tuttavia, sia il Balmain che il Western Suburbs percepirono che queste opzioni avrebbero portato a un'assimilazione, con una significativa perdita della loro autonomia e identità storica.
Di fronte a questa situazione, Balmain e Western Suburbs compresero i vantaggi di una collaborazione paritaria. Nel luglio 1999, i consigli di amministrazione di entrambi i club votarono all'unanimità per formare un accordo di joint venture tra loro, con l'obiettivo di creare un'entità competitiva e preservare meglio la propria eredità.
La joint venture fu strutturata con una proprietà paritaria tra i due club fondatori. Cento azioni furono assegnate al Balmain Tigers Rugby League Football Club e altre cento azioni furono assegnate al Western Suburbs Rugby League Football Group Pty Limited. La squadra combinata affrontò subito delle sfide nella composizione del roster; a seguito della deludente stagione 1999 del Western Suburbs, solo 6 dei 22 giocatori della loro rosa si unirono alla nuova squadra. Per governare la nuova entità, fu istituito un nuovo consiglio dei dirigenti, composto da dieci membri: cinque rappresentanti del Balmain e cinque del Western Suburbs. La presidenza del consiglio sarebbe stata nominata a rotazione annuale tra i rappresentanti dei due club, mentre le nomine del presidente e dell'amministratore delegato per la prima stagione inaugurale furono affidate a esponenti del Western Suburbs.

## Stagioni

### Primi anni 2000-2002
L'ex coach del Balmain, Wayne Pearce, fu nominato primo allenatore dei Wests Tigers, e il nuovo acquisto Jarrod McCracken fu designato come capitano della squadra. La prima giornata della stagione inaugurale presentò subito un intoppo: ai Tigers fu inizialmente e controversamente negato un posto per giocare allo Stadium Australia come parte di un doppio incontro. Di conseguenza, il match di esordio della squadra fu giocato al Campbelltown Stadium contro gli allora campioni in carica, i Brisbane Broncos. La partita si concluse con un pareggio 24-24, dopo che i Tigers si erano trovati in vantaggio per 18–6. John Skandalis ebbe l'onore di segnare la prima meta nella storia dei Wests Tigers.
Nella loro stagione di esordio (2000), i Tigers sorpresero molti, posizionandosi spesso nelle prime posizioni della classifica per gran parte dell'anno, raggiungendo anche il secondo posto. Tuttavia, una serie di risultati negativi nel finale di stagione, inclusa la sconfitta contro i Penrith Panthers dopo essere stati in vantaggio per 31–8 e una sconfitta sulla neve contro i Canberra Raiders, unitamente a infortuni subiti da giocatori chiave, portarono i Tigers a scivolare fuori dalle prime otto posizioni e a mancare la qualificazione ai playoff.
La perdita del capitano Jarrod McCracken per un placcaggio a ribaltamento contro il Melbourne fu un colpo cruciale.
Un momento saliente della stagione d'esordio (2000) fu la vittoria del titolo di miglior marcatore da parte del giocatore dei Wests Tigers Joel Caine nella stagione 2000 della NRL.
Il 2001, tuttavia, si rivelò un anno difficile per la giovane squadra, segnato da prestazioni deludenti, episodi controversi e situazioni sfavorevoli. Quando l'allenatore Wayne Pearce annunciò la sua decisione di non proseguire con il club, Terry Lamb fu nominato suo successore come capo allenatore. Questa scelta si rivelò controversa, suscitando l'ostilità di parte dei tifosi del Balmain, in particolare a causa di un incidente nella Grand Final del 1988 in cui Lamb aveva effettuato un placcaggio che lasciò a terra incosciente il giocatore del Balmain Ellery Hanley.
A inizio stagione, la squadra fu colpita dalla notizia che due giocatori chiave, Craig Field e Kevin McGuinness, erano risultati positivi a test antidoping per sostanze proibite. Entrambi furono squalificati per un lungo periodo, un duro colpo per i Tigers, considerando che Field ricopriva il ruolo cruciale di mediano di mischia e playmaker, mentre McGuinness era un prolifico realizzatore di mete per il club.
Più avanti nella stagione 2001, un altro incidente di alto profilo coinvolse il giocatore John Hopoate, che acquisì notorietà mondiale per un gesto estremamente controverso: fu sospeso per aver infilato ripetutamente un dito nell'ano (spingendo i calzoncini) di tre giocatori avversari durante una partita. A seguito di questo episodio, Hopoate lasciò il club e ricevette una lunghissima squalifica. L'allenatore Terry Lamb fu criticato pubblicamente per aver apparentemente minimizzato o perdonato il gesto di Hopoate.
Parallelamente a questi eventi, durante la stessa stagione, il club annunciò che il contratto di Terry Lamb non sarebbe stato rinnovato per l'anno successivo. La squadra continuò a faticare, posizionandosi costantemente verso il fondo della classifica, e solo una significativa vittoria all'ultima giornata contro i Souths impedì loro di conquistare la poco lusinghiera posizione del cucchiaio di legno.
La ricerca di un nuovo allenatore per la stagione 2003 si rivelò complessa. L'incarico fu offerto a Craig Bellamy e Ian Millward, entrambi i quali rifiutarono la proposta. Alla fine, fu nominato Tim Sheens. Questa scelta non fu generalmente accolta positivamente dai media dell'epoca, principalmente perché la precedente esperienza di Sheens come capo allenatore lo aveva visto esonerato dai North Queensland Cowboys.

### Allenatore: Tim Sheens 2003 - 2012
La stagione 2003 segnò un cambiamento significativo nella strategia del club, che si allontanò dalla politica di ingaggi di giocatori di grande nome e alti costi per concentrarsi sullo sviluppo dei talenti provenienti dal proprio vivaio. Questo periodo fu notevole per l'ascesa di diversi giovani giocatori promettenti all'interno della squadra. Tra questi, spicca l'esordio del talentuoso Benji Marshall, che all'epoca era uno studente considerato un vero prodigio, sebbene privo di esperienza nel campionato maggiore. Marshall fece il suo debutto contro i Newcastle Knights.
Nel 2004, i Tigers mostrarono un notevole miglioramento. L'innesto di giocatori esperti come Brett Hodgson e Pat Richards contribuì significativamente, poiché questi nuovi acquisti iniziarono a integrarsi efficacemente con i giovani talenti emergenti del club. Nonostante i progressi, la squadra mancò di poco la qualificazione ai play-off, subendo tre sconfitte consecutive negli ultimi incontri di campionato. Una sola vittoria in queste partite finali sarebbe stata sufficiente a garantire ai Wests Tigers l'accesso alle fasi finali per la prima volta nella loro storia.

#### Successo in premiership
Il 2005 si rivelò la stagione di maggior successo per i Wests Tigers fino a quel momento. Non solo raggiunsero le fasi finali (playoff) per la prima volta nella loro storia, ma conclusero anche la regular season tra le prime quattro squadre in classifica. Durante l'anno, stabilirono inoltre nuovi record di pubblico nei loro tre diversi stadi casalinghi: Campbelltown Stadium (20.527 spettatori), Stadium Australia (29.542 spettatori) e Leichhardt Oval (22.877 spettatori).
Dopo un inizio di stagione lento, le quote offerte dai bookmaker per la vittoria del campionato da parte dei Tigers erano arrivate a 150–1. Tuttavia, il club risalì dalla metà inferiore della classifica, ottenendo una serie record per la squadra di otto vittorie consecutive, che li portò a concludere la regular season al quarto posto. La squadra divenne nota per uno stile di gioco offensivo spettacolare ed elettrizzante, caratterizzato da un ritmo veloce, spesso utilizzato per compensare un pacchetto di mischia meno dominante rispetto ad altre squadre di vertice.
I Tigers disputarono la loro prima partita dei playoff come joint venture allo Stadium Australia contro i North Queensland Cowboys. Sostenuti da un pubblico entusiasta, dominarono l'incontro vincendo per 50–6. Successivamente, superarono i Brisbane Broncos con il punteggio di 34–6 e, nella finale preliminare, sconfissero i favoriti per il titolo, i St George Illawarra Dragons, per 20–12, guadagnandosi così un posto nella Grand Final, dove avrebbero nuovamente affrontato i Cowboys.
Forti della loro recente forma (reduci da 11 vittorie nelle ultime 13 partite) e della netta vittoria contro i Cowboys nel primo turno dei playoff, i Wests Tigers partivano favoriti per la Grand Final del 2005. Dopo un inizio incerto, mete di Bryce Gibbs e Pat Richards portarono i Tigers in vantaggio per 12–6. La meta di Richards è passata alla storia ed è stata classificata come la seconda migliore di tutti i tempi nell'ambito del sondaggio "100 Hot Tries" organizzato per il Centenario della Rugby League NRL. L'azione ebbe inizio a pochi metri dalla propria linea di meta, quando il mediano di mischia Benji Marshall ricevette palla da Brett Hodgson (che aveva raccolto un calcio avversario). Marshall superò Johnathan Thurston e Matt Sing, percorse circa 60 metri prima di essere raggiunto dall'estremo dei Cowboys Matt Bowen, ma riuscì a effettuare uno spettacolare passaggio 'flick pass' dietro la schiena per Pat Richards, il quale superò il placcaggio di Rod Jensen e andò a segno.
Nel secondo tempo, i Tigers consolidarono il loro vantaggio grazie alle mete di Anthony Laffranchi e Daniel Fitzhenry. Dopo aver contenuto un tentativo di rimonta dei Cowboys, una meta di Todd Payten nel finale fissò il punteggio definitivo sul 30–16. Il capitano dei Tigers, Scott Prince, fu premiato con la Clive Churchill Medal come miglior giocatore della partita (Man of the Match).
La vittoria in campionato permise al club di entrare in un ristretto gruppo di squadre che avevano vinto il titolo alla loro prima partecipazione alle fasi finali, un'impresa che nessuna squadra aveva ripetuto per quasi un secolo. Questo gruppo include anche il Souths nel 1908 e il Newtown nel 1910.
Al termine della stagione 2005, il Wests firmò inoltre un contratto di sponsorizzazione principale con la compagnia automobilistica malese Proton, per un valore stimato di oltre 1 milione di dollari.

#### Fallimento dopo la Grand Final (Anni 2006-2009)
In seguito alla vittoria in campionato, diversi giocatori importanti lasciarono la squadra. Della squadra campione, Mark O'Neill e Pat Richards firmarono per club inglesi, rispettivamente per i Leeds Rhinos e i Wigan Warriors. Tra i nuovi ingaggi figurarono Jamaal Lolesi (proveniente dai Bulldogs), Keith Galloway (dai Cronulla Sharks) e Ryan O'Hara (dai Canberra Raiders).
In qualità di campioni in carica, i Wests Tigers iniziarono la stagione recandosi in Inghilterra per affrontare i Bradford Bulls, campioni della Super League. Privi di alcuni dei loro giocatori chiave, i Tigers si impegnarono ma furono sconfitti per 10–30. Dopo una vittoria contro il St George-Illawarra, una delle squadre più importanti del campionato, la squadra dovette affrontare numerosi infortuni di giocatori chiave. In particolare, Benji Marshall e Brett Hodgson furono assenti per lunghi periodi della stagione. La squadra subì diverse sconfitte e anche due partite ai tempi supplementari in circostanze controverse.
I Wests Tigers mancarono di poco la qualificazione alla fase finale e non poterono difendere il titolo. Un momento positivo della stagione fu il debutto di alcuni giocatori, tra cui Chris Lawrence, e l'affermazione di giocatori come Dean Collis. Brett Hodgson giocò per la rappresentativa del Nuovo Galles del Sud in tutti e tre gli incontri del campionato interstatale State of Origin. Un altro momento positivo fu una sorprendente vittoria contro gli allora campioni Brisbane Broncos al Suncorp Stadium, in cui una formazione rimaneggiata dei Tigers, priva di Hodgson, Marshall, Whatuira e Gibbs, sconfisse gli esperti Broncos per 20–6."
Per la stagione 2007, John Morris (ex giocatore dei Parramatta Eels) si unì alla squadra per sostituire Scott Prince, che aveva firmato con i Gold Coast Titans. Altri giocatori che lasciarono il club al termine della stagione 2006 furono John Skandalis, Anthony Laffranchi e Shane Elford, tutti membri della squadra vincitrice della Grand Final del 2005.
I wests Tigers iniziarono la stagione in modo negativo, perdendo i primi quattro incontri di misura. Successivamente, ottennero una striscia di sei vittorie, risalendo così le posizioni in classifica. Il mediano d'apertura dei Tigers, Benji Marshall, e l'estremo Brett Hodgson, furono assenti per gran parte della stagione a causa di infortuni.
I Wests Tigers finirono il loro tentativo per ottenere un posto in finale e finirono la stagione con una sconfitta contro i Newcastle Knights, con il risultato di 26–24, allo Stadium Australia.
Analogamente, anche le due stagioni successive, 2008 e 2009, si conclusero senza la qualificazione dei Tigers alla fase finale. In particolare, nel 2009, la squadra si classificò al diciannovesimo posto.
Nel febbraio 2008, i Wests Tigers annunciarono il prolungamento di un anno del contratto di Benji Marshall, estendendolo fino alla fine del 2009. In aggiunta, la squadra rese noto l'ingaggio di Gareth Ellis, seconda linea dei Leeds Rhinos e giocatore internazionale, con un contratto triennale a partire dal 2009..

#### Ritorno alla fase finale (Anni 2010-2011)
Nel febbraio 2010, i Wests Tigers annunciarono l'ingaggio triennale dell'ex-stella del rugby a 15 Lote Tuqiri, e il rinnovo contrattuale di Benji Marshall per ulteriori cinque anni.
Nel 2010, il club si classificò terzo nella regular season, mancando di poco l'accesso alla Grand Final dopo la sconfitta di misura contro i St. George Illawarra Dragons, allora campioni in carica, nella finale preliminare.
Il 2011 fu un'altra stagione positiva, con i Tigers che conclusero al quarto posto e raggiunsero nuovamente le semifinali, dove furono poi sconfitti dai New Zealand Warriors con una meta decisiva."

#### Perdita di forma
Nonostante fossero considerati tra i favoriti per la vittoria del campionato all'inizio della stagione, i Tigers non riuscirono a qualificarsi per le fasi finali nel 2012, concludendo il campionato al decimo posto.. Il 25 settembre 2012, durante una conferenza stampa, il presidente Stephen Humphreys e il direttore Dave Trodden annunciarono che, a seguito di una ristrutturazione della squadra, Tim Sheens non avrebbe ricoperto il ruolo di allenatore nel 2013. Questa comunicazione giunse una settimana dopo la cessione ai Cronulla-Sutherland Sharks, in vista della stagione 2013, di giocatori di lunga data come Beau Ryan e Chris Heighington, e a seguito di una deludente stagione 2012 sul campo. Heighington aveva ancora un anno di contratto, mentre con Ryan era stato raggiunto un accordo verbale nel mese di febbraio."

### Coach Mick Potter (Anni 2013-2014)
Dopo la stagione 2012, Mick Potter fu nominato allenatore per un biennio, con l'obiettivo di ricostruire la squadra. Il raggiungimento del successo si rivelò arduo, con i Tigers che mancarono la qualificazione alle fasi finali sia nel 2013 che nel 2014, classificandosi rispettivamente al quindicesimo e al tredicesimo posto. In questo periodo, Benji Marshall lasciò i Tigers al termine della stagione 2013 per giocare a rugby a 15 (per poi tornare al rugby league e unirsi ai Dragons).
Nel giugno 2013, il Wests Campbelltown cedette le proprie quote nella joint venture al Wests Ashfield Leagues, uscendo così dalla partnership. Si stimava che il Wests Campbelltown detenesse meno del 20% delle cento azioni del Western Suburbs. A seguito di questa cessione, il Balmain Leagues Club e il Wests Ashfield Leagues club si ritrovarono a detenere cento quote ciascuno.
Il contratto dell'allenatore Mick Potter non venne rinnovato al termine del 2014. Concluse il suo incarico nel club con un bilancio di 17 vittorie e 31 sconfitte. In seguito alla mancata riconferma di Potter, il CEO e presidente dei Wests Tigers, Grant Mayer, nominò Jason Taylor come allenatore il 29 settembre 2014, in vista della stagione 2015.

#### Ristrutturazione fuori campo - 2014
Il 17 settembre 2014, a causa delle persistenti difficoltà finanziarie del Balmain Leagues Club (che in quel momento risultava inadempiente nei pagamenti ai Wests Tigers), venne istituito un nuovo accordo azionario sotto la supervisione della NRL. Fu nominato un nuovo consiglio di amministrazione composto da sette membri, con due rappresentanti del Balmain Tigers, due del Wests Leagues e tre indipendenti. Contestualmente, venne stipulato un nuovo accordo con la NRL e redatta una nuova costituzione per i Wests Tigers. Mike Bailey mantenne la carica di presidente del consiglio di amministrazione dei Wests Tigers.
Il 25 settembre 2014, persistendo la situazione di inadempienza finanziaria del Balmain Tigers nei confronti dei Wests Tigers, i membri del consiglio designati dal Balmain si ritirarono. Con l'approvazione e il sostegno della NRL, fu quindi nominato un nuovo consiglio direttivo ristretto a cinque membri, con l'indipendente Marina Go annunciata come presidente.
A partire dal 25 settembre 2014, il consiglio direttivo dei Wests Tigers risultò composto dai seguenti membri:
Marina Go - Presidente (Nomina indipendente della NRL)
Tony Andreacchio (Membro del consiglio di Wests Ashfield Leagues)
Simon Cook (Amministratore delegato di Wests Ashfield Leagues)
Lucio Bartololeo (Nomina indipendente della NRL)
Rosemary Sinclair (Nomina indipendente della NRL)
Il Balmain Leagues Club non espresse direttori nel consiglio a causa del sopraggiunto stato di inadempienza finanziaria e venne definito "azionista non finanziario". Il Balmain risultava debitore nei confronti della NRL per un importo di circa 5 milioni di dollari australiani (AU$), somma che avrebbe dovuto essere rimborsata entro il 16 marzo 2016. All'epoca, fu reso noto che, in caso di mancato rimborso del prestito da parte del Balmain Leagues Club, le quote azionarie sarebbero risultate "in default" e poste in vendita. L'accordo prevedeva che al Wests Ashfield Leagues Club fosse offerto il diritto di prelazione per l'acquisto dell'intero pacchetto azionario, l'estinzione dei debiti verso la NRL e l'acquisizione della proprietà esclusiva. In caso di rifiuto da parte del Wests Ashfield, le azioni sarebbero state offerte in vendita pubblica.

### Coach Jason Taylor (Anni 2015-2017)
Jason Taylor iniziò la stagione con Robbie Farah nel ruolo di capitano. La prima partita della stagione vide i Tigers affrontare i Gold Coast Titans. Una prestazione convincente valse ai Tigers una vittoria di misura, grazie a un calcio piazzato decisivo di Pat Richards. La stagione si concluse con i Wests Tigers al quindicesimo posto in classifica, con 20 punti, a pari merito con i Knights; tuttavia, la peggiore differenza punti impedì ai Tigers di ricevere il "cucchiaio di legno".
Le dinamiche societarie continuarono a caratterizzare l'anno, con le questioni di proprietà che rimasero centrali nelle cronache riguardanti la squadra. La NRL mantenne il proprio interesse finanziario nel club, data la precaria situazione economica del Balmain Leagues Club. Il club finì sulle prime pagine anche a causa delle indiscrezioni relative a divergenze di vedute tra allenatore e capitano in merito all'approccio di gioco della squadra. Nell'agosto 2015, la società pubblicò un comunicato sul proprio sito web annunciando che Robbie Farah era stato autorizzato ad avviare trattative con altre squadre di rugby a 13 per la stagione 2016.
Nel settembre 2015, fu inoltre annunciato un accordo di sponsorizzazione con lo studio legale Brydens Lawyers. L'accordo pluriennale rappresentò il più consistente nella storia del club e comportò l'apposizione del logo Brydens sul fronte e sulla manica delle divise dei Wests Tigers."
La stagione 2016 iniziò con Aaron Woods che sostituì Robbie Farah nel ruolo di capitano della squadra. Il club ebbe un avvio di stagione promettente, ottenendo vittorie casalinghe contro i New Zealand Warriors e i Manly Warringah Sea Eagles. Tuttavia, una serie di sconfitte, tra cui una pesante battuta d'arresto per 60-6 contro i Canberra Raiders, portò il club a lottare nelle zone basse della classifica. Fuori dal campo, le vicende riguardanti Robbie Farah continuarono a tenere banco, con speculazioni persistenti circa una sua possibile partenza al termine della stagione.
Dopo una sequenza di risultati altalenanti, che incluse due vittorie contro i rivali del South Sydney, ma anche una netta sconfitta contro il Newcastle, i Wests Tigers si attestarono al nono posto in classifica, a un solo punto dalla zona qualificazione per le fasi finali al termine della stagione regolare.
La conclusione della stagione sancì anche l'epilogo della vicenda Robbie Farah, con l'annuncio della firma di un contratto biennale con i South Sydney Rabbitohs. Robbie lasciò il club dopo aver disputato 247 partite e segnato 61 mete
All'inizio della stagione 2017, a seguito di alcune pesanti sconfitte contro i Penrith Panthers e i Canberra Raiders, Taylor fu sollevato dal suo incarico di allenatore.
Il vice-allenatore Andrew Webster fu nominato allenatore ad interim, mentre il presidente e il consiglio di amministrazione avviarono la ricerca di un nuovo allenatore a tempo pieno.

#### Ristrutturazione fuori campo e Nuova Gestione (Anno 2016)
Il 2016 segnò anche un momento decisivo quando la questione della proprietà della squadra fu finalmente risolta. Il 5 maggio 2016, il club pubblicò un comunicato che annunciava la ristrutturazione societaria.
Con un accordo da 8,5 milioni di dollari, il Wests Ashfield Leagues Club acquisì la maggioranza delle quote della franchigia di rugby a 13. Come si evince dal comunicato stampa, "La struttura della proprietà vede il Wests avere il 75% della proprietà e il Balmain mantenere il 25% e il Consiglio espanso a nove dirigenti". Il Wests Ashfield Leagues Club (e, per associazione, i Wests Magpies) estinse tutti i debiti del Wests Tigers Football Club nei confronti della NRL. Il Balmain Leagues Club mantenne un consistente prestito e un debito nei confronti della NRL. Il Wests Ashfield Leagues Club si fece garante di tale prestito. È importante sottolineare che tale prestito non è garantito dal Wests Tigers Football Club.
Il nuovo consiglio di amministrazione è composto da cinque membri designati dal Wests Ashfield, due dal Balmain e due membri indipendenti."

### Ivan Cleary allenatore (Anni 2017-2020)
A seguito di una settimana di intense speculazioni mediatiche, fu annunciato che Ivan Cleary avrebbe assunto l'incarico di allenatore fino al termine della stagione 2020 con effetto immediato, durante una conferenza stampa tenutasi presso il Wests Ashfield Leagues Club. Il 2017 si rivelò un anno negativo per i Wests Tigers sul campo: la squadra NRL concluse il campionato al quattordicesimo posto, la formazione Under-20 della Holden Cup si classificò penultima e la squadra della NSW Cup conseguì invece il "cucchiaio di legno"."

## Gestione, consiglio e proprietà aziendale
I Wests Tigers sono una joint venture creata dalla collaborazione tra i club Wests Magpies e Balmain Tigers.

### Western Suburbs Leagues Club Ltd
Il Wests Ashfield Leagues (denominato ufficialmente Western Suburbs Leagues Club Ltd) ha sede in Liverpool Road, Ashfield. Questo club rappresenta il principale finanziatore della franchigia di rugby a 13 dei Wests Tigers, al di là dei fondi forniti dalla NRL. Durante l'anno finanziario 2014/2015, è stato l'unico Leagues Club a sostenere economicamente in modo diretto la franchigia di rugby a 13 dei Wests Tigers.
La società Wests Magpies Pty Ltd detiene il 75% delle quote del Wests Tigers Football Club e costituisce una filiale interamente controllata dalla Western Suburbs Leagues Club Limited."

### Balmain Tigers Rugby League Football Club Ltd
Il Balmain Leagues Club fu edificato nel 1957. La sede era situata all'angolo tra Victoria Road e Darling Street, a Rozelle. Il club fu il luogo designato per i festeggiamenti in seguito alla vittoria dei Wests Tigers nella NRL Premiership del 2005.
Il Leagues Club chiuse i battenti il 28 marzo 2010 e, attualmente, il sito storico del club risulta in stato di abbandono dopo aver ricevuto un preavviso di sfratto per consentire lo sviluppo del progetto "Rozelle Village". Il club trasferì le proprie attività in due sedi minori: TIGERS Five Dock e TIGERS Sydney Market. A partire dal febbraio 2018, gli edifici di Victoria Road risultano ancora inutilizzati, in attesa che il progetto di sviluppo venga avviato.
I Balmain Tigers detengono il 25% delle quote del Wests Tigers Football Club.

### Antichi Leagues Club

#### Wests Leagues
Il Wests Leagues Club ha sede a Leumeah, nei pressi del Campbelltown Stadium, uno degli stadi casalinghi dei Wests Tigers. Il club fu inaugurato nell'agosto 1974 ed era originariamente noto come Campbelltown City Leagues Club. Fu rinominato in Western Suburbs Leagues Club (Campbelltown) LTD nel 1987. Il Wests Leagues Club non è più rappresentato nel consiglio di amministrazione né contribuisce finanziariamente ai Wests Tigers, in quanto ha ceduto le proprie quote al Wests Ashfield Leagues Club nel settembre 2014.

### Consiglio dei direttori
Dal 24 aprile 2018, il Consiglio dei direttori dei Wests Tigers consiste dei seguenti membri:
- Marina Go - Presidente del Consiglio dei direttori (Indipendente)
- Darren Perry (Indipendente)
- Simon Cook (Amministratore delegato del Wests Ashfield Leagues Club)
- Denny Burgess (Dirigente del consiglio del Wests Ashfield Leagues Club)
- Tony Andreacchio (Dirigente del consiglio del Wests Ashfield Leagues Club)
- Michael Liubinskas (Dirigente del consiglio del Wests Ashfield Leagues Club)
- Rick Wayde (Dirigente del consiglio del Wests Ashfield Leagues Club)
- Danny Stapleton (Dirigente del consiglio del Wests Ashfield Leagues Club)
- James Myatt (Dirigente del consiglio del Wests Ashfield Leagues Club)

Tutti i membri del consiglio hanno un solo voto ciascuno.

### Struttura della gestione
Il Wests Ashfield Leagues Club detiene il 75% delle quote della franchigia di rugby a 13, mentre il Balmain Leagues Club mantiene la proprietà del restante 25%.
Tutti i debiti del club nei confronti della NRL furono estinti e, con l'attuale assetto proprietario, si conclude il coinvolgimento diretto della NRL.

## Stadio
La joint venture dei Wests Tigers attira tifosi provenienti dalle storiche basi del Balmain e del Western Suburbs. In quanto joint venture, la struttura di base delle vecchie squadre rimane in essere, includendo i rispettivi club. Il Balmain non possiede più un Leagues Club. I Western Suburbs Magpies, invece, dispongono di due Leagues Clubs: uno che rappresenta la loro base storica cittadina, ad Ashfield, e l'altro istituito quando la squadra si trasferì nella zona ovest negli anni '80, a Campbelltown.
I Wests Tigers non hanno un unico stadio di casa, ma disputano incontri in diversi impianti ogni anno. Le partite casalinghe sono suddivise tra gli incontri tradizionali, che si svolgono nei vecchi stadi di casa del Balmain e del Western Suburbs, e gli incontri a carattere finanziario, giocati in stadi che offrono incentivi economici per ospitare le partite.
Gli incontri casalinghi tradizionali si disputano al Campbelltown Sports Stadium e al Leichhardt Oval, i precedenti stadi di casa rispettivamente dei Wests e del Balmain. I due stadi distano circa 50 km l'uno dall'altro e attraggono diverse tifoserie. Le partite casalinghe di maggiore richiamo venivano precedentemente giocate all'ANZ Stadium, l'ex Stadio Olimpico utilizzato per i Giochi Olimpici di Sydney del 2000. Per i Tigers, giocare una partita al Leichhardt Oval comporta un costo di 70.000 dollari, mentre per ogni incontro disputato all'ANZ Stadium ricevono un compenso superiore a 100.000 dollari."
"Dal 2004 al 2006, una partita casalinga fu disputata al AMI Stadium contro i New Zealand Warriors di Auckland. Questo accordo non venne rinnovato per il 2007 e, in quell'anno, una partita fu disputata al Bluetongue Stadium a Gosford, contro il Melbourne Storm. Nel 2008, una partita casalinga fu disputata al Sydney Cricket Ground nell'ambito delle celebrazioni per il Centenario del Rugby a 13, e un'ulteriore partita fu giocata al Sydney Football Stadium. Nel 2018, una partita casalinga fu disputata al Mount Smart Stadium ad Auckland, nell'ambito di un incontro casalingo e in trasferta.
Al termine del 2008, l'amministratore delegato Scott Longmuir annunciò che i Wests Tigers si sarebbero trasferiti dall'ANZ Stadium di Homebush al Sydney Football Stadium di Moore Park per la stagione 2009."
Gli stadi usati dai Wests Tigers come stadi di casa:
Attuali:
- Campbelltown Sports Stadium (2000–)
- Leichhardt Oval (2000–)
- ANZ Stadium (2005–2008, 2014–)
- Scully Park (2018–)

Antichi:
- AMI Stadium (2004–2006)
- Allianz Stadium (2008–2013)

## Colori

Wests Tigers Maglia del 10º Anniversario 2009
Wests Tigers Maglia rétro Balmain 2009–attuale

Il nome e il logo del club derivano dalla combinazione dei due club fondatori. I colori sociali sono una sintesi del bianco e nero delle divise dei Western Suburbs Magpies e del nero e arancione delle divise dei Balmain Tigers. Il logo raffigura una tigre stilizzata che emerge da uno stemma, con una "V" tradizionale dei Wests sullo sfondo. Sulle maniche della divisa è presente anche una gazza, elemento ripreso dal simbolo dei Western Suburbs Magpies.
Nel 2009, in occasione del decimo anniversario della joint venture, fu utilizzata una divisa da gioco prevalentemente bianca con una "V" arancione sul petto.

## Tifosi
Alcuni famosi tifosi della squadra includono Dawn Fraser, Anthony Field, Jimmy Barnes, Harry Triguboff, Michael Clarke, Mark Schwarzer, Julie Goodwin, Daniel Geale, Vic Darchinyan, Russell Arnold, Michael Clarke, Jordan Thompson, e l'ex governatore del Nuovo Galles del Sud Barry O'Farrell

## Sponsor

### Sponsor principale
- Brydens Lawyers

### Sponsor secondari
- CrownBet, ISC, Allied Express, Victoria Bitter

### Sponsor terziari
- ISRI Truck Seats, Wests Campbelltown, Ticketek, Sydney Motorway Corporation, WestConnex, MSR Services Australia, Austbrokers Canberra, Lantrak, Utech

### Altri sponsor
- Wests Ashfield Leagues Club, Chemist Warehouse, Binet Homes, Handy Finance, Liverpool Catholic Club, Income Tax Professionals, Expresso Organica

### Partner aziendali
- OAMM, Wakeling Automotive, Ryde Eastwood Leagues Club, MAS Concrete, E Group, DJK Excavations, Bradcorp, TripleM, Elite Travel, iFly Downunder

### Sponsor del Club dei giocatori
- APN Compounding, Westpoint Formwork, TLH Group, Macdonald Eduation, SISTER2Sister, The Sydney Boulevard Hotel, Sydney West Furniture Repairs, Tumble Town Mobile Play Centre, Ultra Refrigeration, Handy Finance, Club Menangle, Sports Master Athletics International (SMAI), Ken Shafer Auto Body, BSC Body Science, Auto Slide, Blue Tongue Homes, Secom Technology

## Statistiche di stagione
| Stagione | Pos  | Gio | Vin. | Par. | Per. | B   | F   | C   | +/-  | Pti | Note                       | Pubblico* |
| -------- | ---- | --- | ---- | ---- | ---- | --- | --- | --- | ---- | --- | -------------------------- | --------- |
| 2000     | 10th | 26  | 11   | 2    | 13   | N/A | 519 | 642 | −123 | 24  | Wests Tigers 2000          | 12,124    |
| 2001     | 12   | 26  | 9    | 1    | 16   | N/A | 474 | 746 | −272 | 19  | Wests Tigers 2001          | 9,294     |
| 2002     | 13th | 24  | 7    | 0    | 17   | 2   | 498 | 642 | −144 | 18  | Wests Tigers 2002          | 10,478    |
| 2003     | 13   | 24  | 7    | 0    | 17   | 2   | 470 | 598 | −128 | 18  | Wests Tigers 2003          | 11,995    |
| 2004     | 9    | 24  | 10   | 0    | 14   | 2   | 509 | 534 | −25  | 24  | Wests Tigers 2004          | 16,597    |
| 2005     | 4    | 24  | 14   | 0    | 10   | 2   | 676 | 575 | 101  | 32  | Campioni Wests Tigers 2005 | 19,379    |
| 2006     | 11   | 24  | 10   | 0    | 14   | 2   | 490 | 565 | −75  | 24  | Wests Tigers 2006          | 19,266    |
| 2007     | 9    | 24  | 11   | 0    | 13   | 1   | 541 | 561 | −20  | 24  | Wests Tigers 2007          | 16,961    |
| 2008     | 10   | 24  | 11   | 0    | 13   | 2   | 528 | 560 | −32  | 26  | Wests Tigers 2008          | 16,452    |
| 2009     | 9    | 24  | 12   | 0    | 12   | 2   | 558 | 483 | 75   | 28  | Wests Tigers 2009          | 17,943    |
| 2010     | 3    | 24  | 15   | 0    | 9    | 2   | 537 | 503 | 34   | 34  | Wests Tigers 2010          | 18,086    |
| 2011     | 4    | 24  | 15   | 0    | 9    | 2   | 519 | 430 | 89   | 34  | Wests Tigers 2011          | 17,852    |
| 2012     | 10   | 24  | 11   | 0    | 13   | 2   | 506 | 551 | −45  | 26  | Wests Tigers 2012          | 16,227    |
| 2013     | 15   | 24  | 7    | 0    | 17   | 2   | 386 | 687 | −301 | 18  | Wests Tigers 2013          | 11,452    |
| 2014     | 13   | 24  | 10   | 0    | 14   | 2   | 420 | 631 | -211 | 24  | Wests Tigers 2014          | 13,104    |
| 2015     | 15   | 24  | 8    | 0    | 16   | 2   | 487 | 562 | -75  | 20  | Wests Tigers 2015          | 11,709    |
| 2016     | 9    | 24  | 11   | 0    | 13   | 2   | 499 | 607 | -108 | 26  | Wests Tigers 2016          | 15,390    |
| 2017     | 14   | 24  | 7    | 0    | 17   | 2   | 413 | 571 | -158 | 18  | Wests Tigers 2017          | 13,551    |

* Media pubblico in casa

## 2018 Ingaggi/Trasferimenti
Ingaggiati
- Josh Reynolds da Canterbury-Bankstown Bulldogs
- Chris McQueen da Gold Coast Titans
- Ben Matulino da New Zealand Warriors
- Taane Milne da St. George Illawarra Dragons
- Russell Packer da St. George Illawarra Dragons
- Tyson Gamble da Redcliffe Dolphins
- Mahe Fonua da Hull F.C.
- Corey Thompson da Widnes Vikings
- Benji Marshall da Brisbane Broncos
- Pita Godinet da Manly Warringah Sea Eagles

Ceduti
- James Tedesco a Sydney Roosters
- Aaron Woods a Canterbury-Bankstown Bulldogs
- Matt Ballin - Ritirato
- Ava Seumanufagai a Cronulla-Sutherland Sharks
- Ryan Papenhuyzen a Melbourne Storm
- Jack Littlejohn a Salford Red Devils) novembre 2017
- Kyle Lovett a Leigh Centurions novembre 2017
- Jeremy Marshall-King a Canterbury-Bankstown Bulldogs novembre 2017
- Moses Suli a Canterbury-Bankstown Bulldogs febbraio 2018

## Record e statistiche
Robbie Farah detiene il primato di presenze con i Wests Tigers, avendo disputato 247 partite. Si segnala, inoltre, che Farah ha giocato ogni incontro delle stagioni 2008, 2009, 2010 e 2011.
I giocatori che hanno realizzato il maggior numero di punti per il club sono stati, tipicamente, coloro che hanno ricoperto il ruolo di kicker per un certo periodo. Benji Marshall ha segnato il maggior numero di punti per il club (1131), seguito da Brett Hodgson (786) e Joel Caine (526). Nel 2005, Hodgson stabilì un record di 308 punti durante la stagione, il massimo storico di punti segnati da un estremo in una singola stagione. Nelle semifinali del 2005, Hodgson realizzò anche 30 punti in una singola partita contro i North Queensland Cowboys.
Benji Marshall (attualmente ancora in attività) detiene il primato di mete segnate per i Wests Tigers, con un totale di 79. Taniela Tuiaki, invece, ha stabilito il record di club per mete segnate in una singola stagione, con 21 mete realizzate nel 2009."

## "Squadra del Secolo" dei Wests Tigers
La Squadra del Secolo dei Wests Tigers fu annunciata nel 2004 e comprende i migliori giocatori provenienti sia dal Balmain che dal Western Suburbs. La formazione è composta da 17 membri, di cui nove giocatori del Balmain e otto del Western Suburbs.

## Capitani e allenatori
I Wests Tigers hanno avuto sei giocatori nominati capitani (in un periodo, due di essi hanno ricoperto il ruolo di vice-capitani) e, complessivamente, 15 capitani della prima squadra nella loro storia. La squadra è stata guidata da quattro allenatori dalla sua fondazione a oggi."
Un * indica che l'individuo è ancora coinvolto con la squadra.
Tutte le statistiche sono aggiornate al 3 maggio 2015.

### Capitani
- Jarrod McCracken (2000)
- Darren Senter (2000–2004)
- Mark O'Neill (2005)
- Scott Prince (2005)
- Brett Hodgson (2006–2008)
- Robbie Farah (2009–2015)
- Aaron Woods (2016-2017)
- Benji Marshall, Josh Reynolds, Chris Lawrence, Elijah Taylor e Russell Packer (2018-)

### Capitani in prima squadra
- Jarrod McCracken: 6 match (2000)
- Darren Senter: 86 match (2000–2004)
- Terry Hill: 2 match (2000–2002)
- Craig Field: 2 match (2000)
- John Simon: 2 match (2001)
- Ben Galea: 7 match (2001–2006)
- Mark O'Neill: 19 match (2002–2005)
- Corey Pearson: 1 match (2002)
- Scott Sattler: 8 match (2004)
- Scott Prince: 29 match (2005–2006)
- Brett Hodgson: 50 match (2006–2008)
- Todd Payten: 9 match (2007–2009)
- Robbie Farah: 148 match (2007–2016)
- Benji Marshall: 17 match (2009–2013)
- Braith Anasta: 5 match (2014)
- Aaron Woods: 46 match (2014–2017)
- Chris Lawrence: 6 match* (2014–)
- Dene Halatau: 8 match (2015-2016)
- Elijah Taylor: 1 match (2017-)

### Allenatori
- Wayne Pearce: 26 Match; 11 Vittorie, 13 Sconfitte, 2 Pareggi; 42.3% Percentuale di vittorie (2000)
- Terry Lamb: 50 Match; 16 Vittorie, 33 Sconfitte, 1 Pareggio; 32% Percentuale di vittorie (2001–2002)
- Tim Sheens: 249 Match; 122 Vittorie, 127 Sconfitte; 49% Percentuale di vittorie (2003–2012)
- Mick Potter: 48 Match; 17 Vittorie, 31 Sconfitte; 35% Percentuale di vittorie (2013–2014)
- Jason Taylor: 51 Match; 20 Vittorie, 31 Sconfitte; 39% Percentuale di vittorie (2015–2017)
- Andrew Webster (Ad interim): 2 Match; 2 Sconfitte, 0% Percentuale di vittorie (2017)
- Ivan Cleary: 29 Match; 12 Vittorie, 17 Sconfitte 41% Percentuale di vittorie (2017-)

### Palmares
- NRL Premiership: 1

2005
- Rugby League World Sevens: 1

2004
- Foundation Cup: 1

2011
- National Youth Competition Premiership: 1

2012